# Samsung Galaxy J7 2017

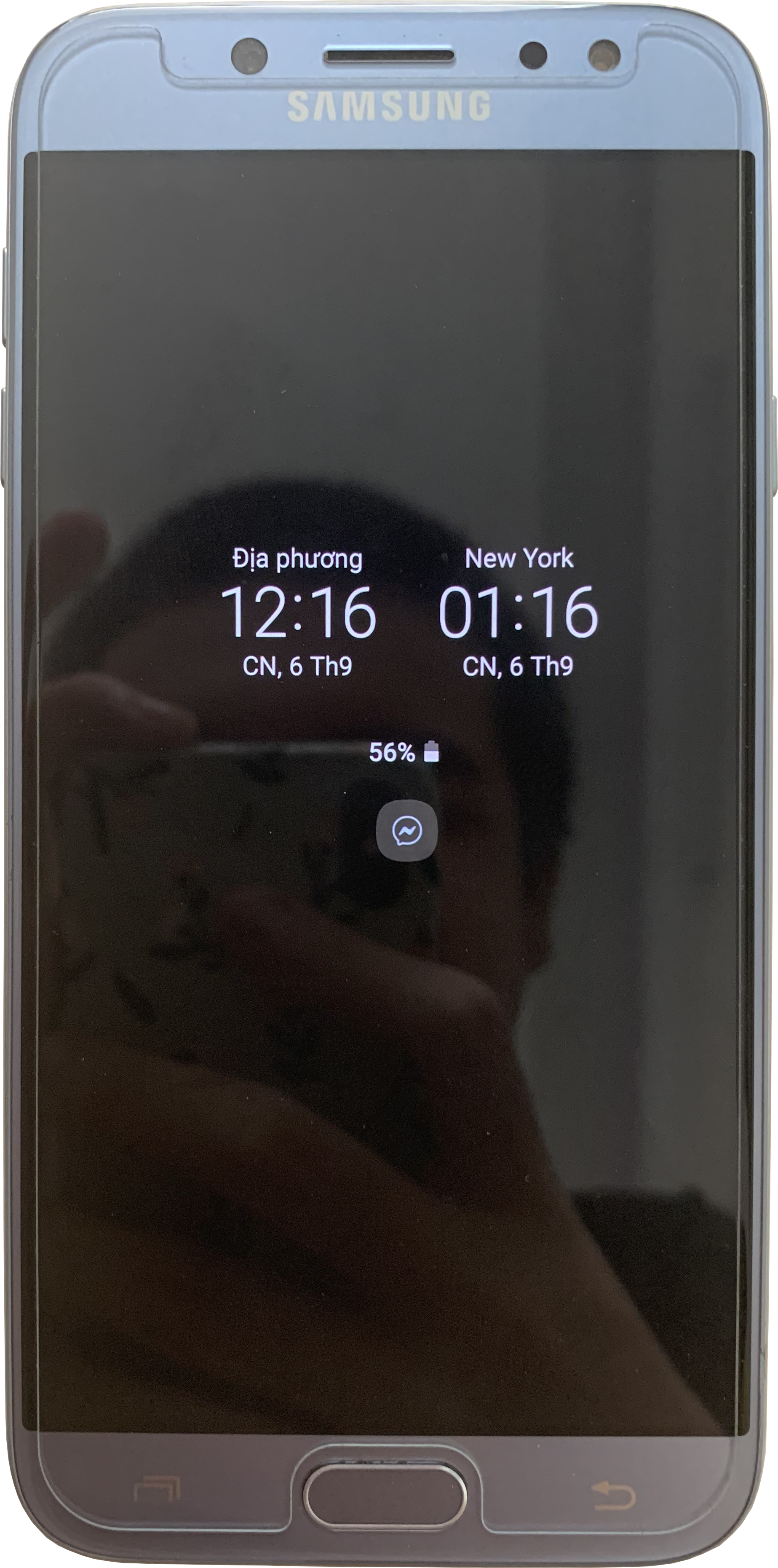
Imagem ilustrativa

O Samsung Galaxy J7 2017 (ou Galaxy J7 Pro em alguns países) é um celular baseado no Android produzido, lançado e comercializado pela Samsung Electronics . Foi revelado e lançado em julho de 2017, juntamente com o Samsung Galaxy J3 (2017).  Possui um sistema avançado de classe de 64 bits em um chip (SoC), suportado por 3   GB de RAM . O Galaxy J7 (2017) é o sucessor do Samsung Galaxy J7 (2016). 
O Galaxy J7 2017 possui uma câmara traseira de 13 megapixels com flash LED, abertura f / 1.7, foco automático e uma câmara frontal de 13 megapixels com abertura f / 1.9, também equipada com flash LED. 

## Especificações

### Hardware
O telefone é alimentado por Exynos 7870 Octa, um 1.6   Processador Octa Core de GHz, GPU Mali-T830 MP1 e 3   GB de RAM com 16 GB de armazenamento interno e 3.600   bateria mAh . Também permite expandir até 256 GB com um cartão MicroSD. O telefone também apresenta o segundo telefone da série J (depois do J5 (2017) para ter um Sensor de impressão digital e Samsung Pay. 

### Exibição
O Samsung Galaxy J7 (2017) vem com um monitor SUPER AMOLED de 1920x1080 (proporção 16: 9, densidade de 401 PPI). Ele também possui uma tela Always-On com uma tela de 5,5 polegadas (73,1% de tela / corpo). 

### Programas
Este telefone vem com Android 7.0 . Ele suporta 4G VoLTE com 4G habilitado para SIM duplo. Também suporta Samsung Knox e Samsung Pay.  Espera-se que, juntamente com outros telefones, incluindo o Samsung Galaxy S8, Nota 8, A7 (2017), J5 (2017), J3 (2017), S7, S6 e Nota 5, obtenha o Android 8.0 Oreo em 2018. Em junho de 2019, começou a atualização do dispositivo para o Android 9.0 Pie . 